# Lithocarpus mindanaensis
Lithocarpus mindanaensis är en bokväxtart som först beskrevs av Adolph Daniel Edward Elmer, och fick sitt nu gällande namn av Alfred Rehder. Lithocarpus mindanaensis ingår i släktet Lithocarpus och familjen bokväxter. Inga underarter finns listade.